# Élections législatives de 1962 dans le Tarn
Les élections législatives françaises de 1962 se déroulent les 18 et 25 novembre 1962. Dans le département du Tarn, trois députés sont à élire dans le cadre de trois circonscriptions.

## Élus
| Circonscription | Député sortant   | Parti | Parti | Député élu ou réélu | Parti | Parti   |
| --------------- | ---------------- | ----- | ----- | ------------------- | ----- | ------- |
| 1re             | Édouard Rieunaud |       | MRP   | André Raust         |       | SFIO    |
| 2e              | André Vidal      |       | UNR   | Antonin Tirefort    |       | UNR-UDT |
| 3e              | Henri Yrissou    |       | CNIP  | Georges Spénale     |       | SFIO    |

## Résultats

### Résultats à l'échelle du département
| Parti          | Parti                                          | Premier tour | Premier tour | Second tour | Second tour | Sièges |
| Parti          | Parti                                          | Voix         | %            | Voix        | %           | Sièges |
| -------------- | ---------------------------------------------- | ------------ | ------------ | ----------- | ----------- | ------ |
|                | Mouvement républicain populaire                | 29 342       | 20,40        | 24 741      | 15,91       | 0      |
|                | Centre national des indépendants et paysans    | 20 422       | 14,20        | 19 710      | 12,67       | 0      |
|                | Centre démocratique                            | 49 764       | 34,60        | 44 451      | 28,58       | 0      |
|                |                                                |              |              |             |             |        |
|                | Union pour la nouvelle République (UDT)        | 24 651       | 17,14        | 37 164      | 23,89       | 1      |
|                | Modérés                                        | 1 869        | 1,30         |             |             | 0      |
|                | Majorité présidentielle                        | 26 520       | 18,44        | 37 164      | 23,89       | 1      |
|                |                                                |              |              |             |             |        |
|                | Section française de l'Internationale ouvrière | 36 965       | 25,70        | 73 925      | 47,53       | 2      |
|                | Parti communiste français                      | 25 677       | 17,85        | Retrait     | Retrait     | 0      |
|                | Parti radical                                  | 4 917        | 3,42         | Retrait     | Retrait     | 0      |
|                |                                                |              |              |             |             |        |
| Inscrits       | Inscrits                                       | 204 228      | 100,00       | 204 282     | 100,00      | 3      |
| Abstentions    | Abstentions                                    | 51 893       | 25,41        | 42 016      | 20,57       |        |
| Votants        | Votants                                        | 152 335      | 74,59        | 162 266     | 79,43       |        |
| Blancs et nuls | Blancs et nuls                                 | 8 492        | 5,57         | 6 726       | 4,15        |        |
| Exprimés       | Exprimés                                       | 143 843      | 94,43        | 155 540     | 95,85       |        |

### Résultats par circonscription

#### Première circonscription (Albi)
| Candidat       | Candidat                 | Parti          | Premier tour | Premier tour | Second tour | Second tour |  |
| Candidat       | Candidat                 | Parti          | Voix         | %            | Voix        | %           |  |
| -------------- | ------------------------ | -------------- | ------------ | ------------ | ----------- | ----------- |  |
|                | Édouard Rieunaud sortant | MRP            | 21 257       | 42,05        | 24 741      | 44,3        |  |
|                | André Raust élu          | SFIO           | 18 622       | 36,84        | 31 104      | 55,7        |  |
|                | Marcel Pelissou          | PCF            | 10 672       | 21,11        | Retrait     | Retrait     |  |
|                |                          |                |              |              |             |             |  |
| Inscrits       | Inscrits                 | Inscrits       | 71 111       | 100,00       | 71 194      | 100,00      |  |
| Abstentions    | Abstentions              | Abstentions    | 17 724       | 24,92        | 13 311      | 18,7        |  |
| Votants        | Votants                  | Votants        | 53 387       | 75,08        | 57 883      | 81,3        |  |
| Blancs et nuls | Blancs et nuls           | Blancs et nuls | 2 836        | 5,31         | 2 038       | 3,52        |  |
| Exprimés       | Exprimés                 | Exprimés       | 50 551       | 94,69        | 55 845      | 96,48       |  |

#### Deuxième circonscription (Castres)
| Candidat       | Candidat             | Parti          | Premier tour | Premier tour | Second tour | Second tour |  |
| Candidat       | Candidat             | Parti          | Voix         | %            | Voix        | %           |  |
| -------------- | -------------------- | -------------- | ------------ | ------------ | ----------- | ----------- |  |
|                | Antonin Tirefort élu | UNR-UDT        | 10 458       | 22,12        | 24 058      | 47,98       |  |
|                | Robert Ladel         | SFIO           | 8 733        | 18,47        | 20 539      | 40,96       |  |
|                | Gaston Bousquet      | MRP            | 8 085        | 17,1         | Retrait     | Retrait     |  |
|                | Yves Alayrac         | PCF            | 6 790        | 14,36        | Retrait     | Retrait     |  |
|                | André Vidal sortant  | diss. UNR-UDT  | 6 017        | 12,73        | 5 545       | 11,06       |  |
|                | Lucien Carcassès     | CNIP           | 5 328        | 11,27        | Retrait     | Retrait     |  |
|                | Emmanuel Reille      | Modérés        | 1 869        | 3,95         |             |             |  |
|                |                      |                |              |              |             |             |  |
| Inscrits       | Inscrits             | Inscrits       | 67 708       | 100,00       | 67 691      | 100,00      |  |
| Abstentions    | Abstentions          | Abstentions    | 17 445       | 25,77        | 14 817      | 21,89       |  |
| Votants        | Votants              | Votants        | 50 263       | 74,23        | 52 874      | 78,11       |  |
| Blancs et nuls | Blancs et nuls       | Blancs et nuls | 2 983        | 5,93         | 2 732       | 5,17        |  |
| Exprimés       | Exprimés             | Exprimés       | 47 280       | 94,07        | 50 142      | 94,83       |  |

#### Troisième circonscription (Gaillac - Lavaur)
| Candidat       | Candidat              | Parti          | Premier tour | Premier tour | Second tour | Second tour |  |
| Candidat       | Candidat              | Parti          | Voix         | %            | Voix        | %           |  |
| -------------- | --------------------- | -------------- | ------------ | ------------ | ----------- | ----------- |  |
|                | Henri Yrissou sortant | CNIP           | 15 094       | 32,8         | 19 710      | 39,78       |  |
|                | Georges Spénale élu   | SFIO           | 9 610        | 20,89        | 22 282      | 44,97       |  |
|                | Gérard Marroulle      | PCF            | 8 215        | 17,85        | Retrait     | Retrait     |  |
|                | Jean Maynard          | UNR-UDT        | 8 176        | 17,77        | 7 561       | 15,26       |  |
|                | Daniel Dollfus        | Radsoc         | 4 917        | 10,69        | Retrait     | Retrait     |  |
|                |                       |                |              |              |             |             |  |
| Inscrits       | Inscrits              | Inscrits       | 65 409       | 100,00       | 65 397      | 100,00      |  |
| Abstentions    | Abstentions           | Abstentions    | 16 724       | 25,57        | 13 888      | 21,24       |  |
| Votants        | Votants               | Votants        | 48 685       | 74,43        | 51 509      | 78,76       |  |
| Blancs et nuls | Blancs et nuls        | Blancs et nuls | 2 673        | 5,49         | 1 956       | 3,8         |  |
| Exprimés       | Exprimés              | Exprimés       | 46 012       | 94,51        | 49 553      | 96,2        |  |